# Alexia Richard
Alexia Richard (* 3. April 1996 in La Teste-de-Buch) ist eine französische Beachvolleyballspielerin.

## Karriere
Richard spielte Beachvolleyball 2014 mit Manon Rebuffel und anschließend bis 2016 mit Lézana Placette, mit der sie in dieser Zeit im Finale bei einem nationalen Turnier und in der Vorschlussrunde der U22-Europameisterschaften stand. Auf der europäischen CEV-Serie mit Margaux Carrère gewann sie 2017 das Satellite-Turnier in Siófok und wurde Zweite beim Satellite-Turnier in Baku. 2018 war Richard mit Alexandra Jupiter mit wechselndem Erfolg unterwegs. Seit 2018 spielt Richard wieder zusammen mit Placette. Die besten Resultate auf der FIVB World Tour für Placette/Richard waren 2019 ein fünfter Platz beim 3-Sterne-Turnier in Edmonton und 2021 ein neunter Platz beim 4-Sterne-Turnier in Itapema. Die beiden standen außerdem 2020 und in der folgenden Saison auf der obersten Stufe des Podests bei den französischen Meisterschaften.
Auf der Volleyball World Beach Pro Tour erreichten Placette/Richard 2022 einen fünften Platz beim Challenger-Turnier in Espinho, einen neunten Platz beim Elite 16 Turnier in Paris, und einen vierten Platz beim Elite 16 Turnier in Kapstadt. Bei den Weltmeisterschaften in Rom verloren sie in der ersten Hauptrunde gegen Hüberli/Brunner und landeten somit auf dem 17. Platz. In der folgenden Spielzeit erreichten die Französinnen die Runde der besten Acht bei den Challenge-Wettbewerben in La Paz und Espinho. Mit der Nationalmannschaft waren sie siegreich in der Qualifikation zum Nations Cup in Heraklion. Bei der WM wurden sie wie im Vorjahr Siebzehnte, eine Platzierung, die sie zuvor auch bei der Europameisterschaft erkämpft hatten. Bei den letzten beiden Turnieren des Jahres wurden die beiden Fünfte beim Elite16 in João Pessoa und Vierte beim Challenge in Nuvali. Bestes Ergebnis 2024 vor den Olympischen Spielen in ihrem Heimatland war die Viertelfinalteilnahme beim gleichwertigen Wettbewerb in Xiamen. Bei allen höchstklassigen Events der Tour, an denen sie teilnahmen, scheiterten sie in der Qualifikation. In Paris wurden sie Gruppendritte, verloren in der Lucky Loser Runde gegen Akiko/Ishii und belegten so den siebzehnten Rang im Gesamtklassement. Bei der Europameisterschaft blieben Placette/Richard sieglos, obwohl sie in der Vorrunde drei Sätze für sich entscheiden konnten.